# Jack McGurn
Jack McGurn (1902-1936) était un gangster américain, personnage clé de l'organisation criminelle de Chicago, l'Outfit du célèbre Al Capone. Il est le présumé responsable du célèbre massacre de la Saint-Valentin, en 1929.
Il était surnommé Machine gun (« La mitrailleuse », ou sous une autre interprétation possible « La sulfateuse »).

## Biographie

### Les premières années
Né Vincenzo Antonio Gibaldi a Licata en Sicile en 1902, sa famille émigre aux États-Unis en 1906. Il grandit à Chicago, sans fréquenter la pègre locale. Il commence une carrière de boxeur et prend alors le pseudonyme de Battling Jack McGurn, les boxeurs irlandais étant mieux rémunérés. Mais, après l'assassinat de son père (en fait tué « par erreur », les tueurs l'ayant confondu avec un autre), il se venge en assassinant les trois auteurs, ce qui le fait remarquer d'Al Capone, qui lui propose de rejoindre son gang. Il devient l'une des fines gâchettes de Scarface, le surnom d'Al Capone.
Il serait celui qui, à la demande de Capone, aurait assassiné un autre gangster de Chicago, Frankie Yale, en 1928.

### La Saint-Valentin de 1929
Son principal fait d'armes reste le massacre de la Saint-Valentin, au cours duquel le gang d'Al Capone exécute dans une embuscade sept membres du gang de Bugs Moran, dit Le Branque.

### La fin
Dès 1925, il prend des parts dans un club de jazz.
En 1930, il devient joueur de golf professionnel pour essayer de se faire oublier, mais il est arrêté (sur un parcours de golf) et sera emprisonné de 1933 à 1936. 
Abandonné et appauvri, il meurt assassiné en 1936 à Chicago, le jour de la Saint-Valentin. Il a probablement été tué par Le Branque en représailles de la tuerie qui avait décimé son gang, le même jour, sept ans plus tôt.